# Xanthisma gypsophilum
Xanthisma gypsophilum là một loài thực vật có hoa trong họ Cúc. Loài này được (B.L.Turner) D.R.Morgan & R.L.Hartm. mô tả khoa học đầu tiên năm 2003.